# Liga Nacional Superior de Voleibol Femenino 2022-23
La Liga Nacional Superior de Voleibol del Perú es la máxima competición de este deporte en el Perú, tanto en la rama femenina como en la masculina. La temporada 2022-2023 de la LNSV femenina es la vigésima primera en su historia y cuenta con doce equipos profesionales, dos más que en la temporada pasada. La organización, control y desarrollo de la LNSV están a cargo de la Federación Peruana de Voleibol (FPV).
Esta XXI edición de la LNSV tiene a la empresa de apuestas deportivas Apuesta Total como patrocinador principal, por lo que el torneo se llama comercialmente "Liga Nacional Superior de Voleibol Apuesta Total". El patrocinio de esta empresa durará hasta la temporada 2024-2025. En cuanto a la difusión televisiva, Movistar Deportes sigue siendo el canal que transmite los partidos.    

## Inicio complicado
De acuerdo con el calendario deportivo 2022-2023 de la FPV, publicado en la resolución N° 014-FPV-2022, del 16 de mayo de 2022, la Liga Nacional Superior de Voleibol Femenino 2022-23 debió comenzar el 26 de noviembre de 2022 y culminar el 14 de mayo de 2023, pero la FPV retrasó el inicio "para el 7 de diciembre", fecha en la que el torneo tampoco comenzó.    
Luego, el 6 de diciembre del 2022, el Club Alianza Lima, a través de sus redes sociales, publicó que la LNSV 2022-2023 comenzaría el 17 de diciembre del 2022 y que "todos los partidos se realizarán en el Polideportivo de Villa El Salvador". Información que fue confirmada por el presidente de la FPV, Gino Vegas en el canal Puro Vóley.
A continuación, la FPV presentó en conferencia de prensa, realizada el 12 de diciembre del 2022 en Lima, el comienzo de la Liga para el sábado 17 de diciembre con los partidos Alianza Lima-Túpac Amaru (3 p. m.) y Latino Amisa-Deportivo Soan (5 p. m.). En la conferencia, también se confirmó que el precio de las entradas es de S/ 15 y S/ 30, que se venden a través de la ticketera electrónica JoinnUs. Tras la reprogramación del 25 de enero, la FPV dio a conocer que para los tripletes de los sábados el precio de las entradas es de S/ 20 y S/ 40.      

## Crisis político-social
Lamentablemente, el 15 de diciembre del 2022, la Federación postergó otra vez el comienzo de la LNSV 2022-2023, debido a la grave crisis política y social que vive Perú tras el fallido autogolpe de Estado de Pedro Castillo Terrones y el rechazo a Dina Boluarte como presidenta. Según el comunicado N° 03-2022 de la FPV, la nueva fecha de inicio sería el 17 de enero de 2023.       
Tras varias postergaciones, la Liga por fin comenzó el 17 de enero con los partidos Regatas Lima-Sumak Selva (3 p. m.) y Alianza Lima-Túpac Amaru (5 p. m.), pero nuevamente la FPV tuvo que postergar seis partidos, debido a las diversas protestas sociales en contra de la presidenta Boluarte y el Congreso peruano, principalmente por la llamada Toma de Lima del 19 de enero, que obligó al Gobierno a suspender todas las actividades deportivas a nivel nacional.
Pese a que las protestas sociales continúan en Lima y en otras ciudades peruanas, el lunes 23 de enero, la FPV anunció que el torneo se reiniciaba el martes 24 de enero con los partidos Géminis-San Martín (3 p. m.) y Latino Amisa-Deportivo Soan (5 p. m.).             
Debido a la nueva postergación, la FPV presentó la reprogramación de la Primera Etapa el 25 de enero, a través de la página oficial de la LNSV Apuesta Total en Facebook. Esta reprogramación tiene como eje central que Sumak Selva solo debe visitar Lima dos veces por cuestiones logísticas y económicas. De esta manera, el cuadro tarapotense jugará 4 partidos en 8 días durante febrero (del 5 al 12) y 5 partidos en 8 días durante marzo (del 4 al 11).             

## A puertas cerradas
Al no mejorar la situación político-social en Perú, el 1 de febrero de 2023, la FPV anunció, a través del comunicado N° 002-DOD-FPV-2023, que a partir del 2 de febrero los partidos de la LNSV 2022-2023 continuarán "a puertas cerradas (sin público) hasta que la situación se revierta". Según la misma FPV, la medida quedó sin efecto el 3 de febrero y el público pudo volver a asistir al Polideportivo a partir del 4 de febrero.
En otro capítulo de desorganización y mala gestión, la FPV anunció el 16 de marzo de 2023, a través de su comunicado  N° 004-2023-DOD/FPV, que "por motivos que escapan a nuestras manos, los partidos de la Liga de Vóley se jugarán a puertas cerradas hasta nuevo aviso", coincidiendo con el comienzo de la Segunda Etapa de la temporada. El 20 de marzo, la FPV comunicó que el público podrá volver a asistir a partir del 21 de marzo, luego de tres jornadas sin aficionados en las gradas del Polideportivo.                

## Equipos participantes
Al culminar la LNSV 2021-22, ocho equipos mantuvieron su presencia para esta temporada: Regatas Lima, Alianza Lima, Géminis, Latino Amisa, Rebaza Acosta, Circolo Sportivo Italiano, Jaamsa y Deportivo Alianza. Tras la decisión de la FPV de aumentar de 10 a 12 los cupos de la LNSV 22-23, el Grupo Soan (Deportivo Soan) ya no jugó la revalidación y también mantuvo su presencia para esta temporada, siendo el noveno equipo confirmado.
Los tres cupos restantes fueron definidos en el Torneo Reclasificatorio Femenino 2022, que se jugó del 19 al 24 de julio del 2022 en El Olivar de Jesús María y que contó con la participación de siete equipos: USMP, Real Mariscal Cáceres, Atlético Faraday, Sumak Selva, ACD Túpac Amaru, Sport Performance y Los Brillantes. Tras seis jornadas de competencia, los equipos Universidad San Martín de Porres (Lima), ACD Túpac Amaru (Lima) y Sumak Selva (Tarapoto) lograron el ascenso a la Liga Nacional Superior de Vóley 2022-23, que contará nuevamente con un equipo que no es de Lima o del Callao.
| Equipos participantes de la LNSV 2022-2023 | Equipos participantes de la LNSV 2022-2023 | Equipos participantes de la LNSV 2022-2023 | Equipos participantes de la LNSV 2022-2023 | Equipos participantes de la LNSV 2022-2023 | Equipos participantes de la LNSV 2022-2023 | Equipos participantes de la LNSV 2022-2023 | Equipos participantes de la LNSV 2022-2023                                | Equipos participantes de la LNSV 2022-2023 |
| N.º                                        | Clubes                                     | Títulos                                    | LNSV                                       | Disunvol                                   | Torneo Reciente                            | Ciudades                                   | Entrenadores                                                              | Capitanas                                  |
| ------------------------------------------ | ------------------------------------------ | ------------------------------------------ | ------------------------------------------ | ------------------------------------------ | ------------------------------------------ | ------------------------------------------ | ------------------------------------------------------------------------- | ------------------------------------------ |
| 1                                          | Regatas Lima                               | 8                                          | 7                                          | 1                                          | Campeón LNSV 2021-22                       | Lima                                       | Horacio Bastit                                                            | Karla Ortiz                                |
| 2                                          | USMP                                       | 5                                          | 5                                          | 0                                          | Primero Reclasificatorio                   | Lima                                       | Vinícius Gamino                                                           | Alexandra Machado                          |
| 3                                          | Alianza Lima                               | 3                                          | 0                                          | 3                                          | Subcampeón LNSV 2021-22                    | Lima                                       | Rafael Petry                                                              | Esmeralda Sánchez y Marina Scherer         |
| 4                                          | Géminis                                    | 3                                          | 3                                          | 0                                          | Tercero LNSV 2021-22                       | Lima                                       | Juan Carlos Gala                                                          | Andrea Sandoval                            |
| 5                                          | CS Italiano                                | 2                                          | 2                                          | 0                                          | Cuarto LNSV 2021-22                        | Lima                                       | Walter Lung                                                               | Cristina Cuba                              |
| 6                                          | Latino Amisa                               | 0                                          | 0                                          | 0                                          | Quinto LNSV 2021-22                        | Lima                                       | Byung-Tae Seo                                                             | Danae Carranza                             |
| 7                                          | Rebaza Acosta                              | 0                                          | 0                                          | 0                                          | Sexto LNSV 2021-22                         | Callao                                     | Heinz Garro                                                               | Wendy Flores                               |
| 8                                          | Jaamsa                                     | 0                                          | 0                                          | 0                                          | Sétimo LNSV 2021-22                        | Lima                                       | Martín Rodríguez                                                          | Lucía Magallanes                           |
| 9                                          | Deportivo Alianza                          | 0                                          | 0                                          | 0                                          | Octavo LNSV 2021-22                        | Lima                                       | Arturo Gambini (hasta el 25/2/2023) y Pedro Quintana (desde el 28/2/2023) | Camila Pineda                              |
| 10                                         | Deportivo Soan                             | 0                                          | 0                                          | 0                                          | Noveno LNSV 2021-22                        | Lima                                       | Carlos Rivero                                                             | Yuriko Ventura                             |
| 11                                         | ACD Túpac Amaru                            | 0                                          | 0                                          | 0                                          | Segundo Reclasificatorio                   | Lima                                       | José Castillo                                                             | Andrea Chumacero                           |
| 12                                         | Sumak Selva                                | 0                                          | 0                                          | 0                                          | Tercero Reclasificatorio                   | Tarapoto                                   | Maxwell Bartra                                                            | Kyara Becerra                              |

### Relevos de esta temporada
|   | Descendió al Torneo Reclasificatorio |
| - | ------------------------------------ |
| 1 | USMP                                 |

|   | Ascienden a la LNSV 2022-23                       |
| - | ------------------------------------------------- |
| 1 | USMP (1.º del Torneo Reclasificatorio)            |
| 2 | ACD Túpac Amaru (2.º del Torneo Reclasificatorio) |
| 3 | Sumak Selva (3.º del Torneo Reclasificatorio)     |

## Jugadoras y comandos técnicos

### Jugadoras extranjeras
La cantidad de jugadoras extranjeras que cada equipo puede tener inscritas es cinco (5), pero solo pueden jugar tres (3) al mismo tiempo en cancha.
| N.º | Clubes            | Jugadoras extranjeras | Jugadoras extranjeras | Jugadoras extranjeras | Jugadoras extranjeras | Jugadoras extranjeras |
| --- | ----------------- | --------------------- | --------------------- | --------------------- | --------------------- | --------------------- |
| 1   | Regatas Lima      | Grace Turner          | Zyonna Fellows        | Adrian Ell            |                       |                       |
| 2   | USMP              | Camila Silva          | Simone Scherer        | Eliana Pérez          | Catalina Reyes        |                       |
| 3   | Alianza Lima      | Marina Scherer        | Irina Klimanova       | Fernanda De Souza     | Karrington Jones      | Polina Kochetkova     |
| 4   | Géminis           | Florangel Terrero     | Yokaty Pérez          |                       |                       |                       |
| 5   | CS Italiano       | Ednéia Anjos          | Mariana Capovilla     |                       |                       |                       |
| 6   | Latino Amisa      | Bruna Neri            | Kanna Hanazawa        | Morgan Bossler        |                       |                       |
| 7   | Rebaza Acosta     | Danielle Dos Santos   | Gabriela Poli         | Milagros Hernández    |                       |                       |
| 8   | Jaamsa            | Sabryn Roberts        | Claudia Hernández     |                       |                       |                       |
| 9   | Deportivo Alianza | Iberia Chourio        | Guadalupe Quiroga     | Karelys Mosquera      |                       |                       |
| 10  | Deportivo Soan    | Melyssa Xavier        | Ashley Watkins        | Yaniris Miller-Green  | Danielle Mahaffey     | María Da Silva        |
| 11  | ACD Túpac Amaru   | Florencia Giglio      | Estefanía López       | Karen Morales         | Taise Martins         |                       |
| 12  | Sumak Selva       | Valentina Gaviria     | Beatriz López         | Karol Barrios         | Nathalia Borrero      |                       |

## Primera Etapa
Esta etapa consiste en una sola ronda de todos contra todos y se jugará desde el 17 de enero hasta el 14 de marzo de 2023. Tras terminar las once fechas, los ocho mejores equipos clasificarán a la Serie A y a la Serie B para disputar el título nacional; mientras que los cuatro últimos disputarán la Serie C para definir qué equipo jugará la Revalidación contra el subcampeón de la Liga Nacional Intermedia de Voleibol 2023 y qué club descenderá directo a la LNIV 2024.  

### Clasificación de la Primera Etapa
Cada triunfo por 3-0 y por 3-1 otorga 3 puntos al equipo ganador y cada triunfo por 3-2 otorga 2 puntos al equipo ganador y 1 punto al equipo perdedor. Si hay empate en puntos, se desempata teniendo en cuenta la cantidad de partidos ganados. Si el empate persiste, el ratio de sets. Si el empate continúa, el ratio de puntos.
- Clasifican a la serie A y a la serie B por el título nacional.        Jugarán la Serie C por la permanencia.
- Última actualización: 14 de marzo de 2023.

| Pos. | Equipos           | Puntajes | Partidos | Partidos | Partidos | Resultados | Resultados | Resultados | Resultados | Resultados | Resultados | Sets | Sets | Sets  | Puntos | Puntos | Puntos | Detalle                               |
| Pos. | Equipos           | Puntajes | PJ       | PG       | PP       | 3-0        | 3-1        | 3-2        | 2-3        | 1-3        | 0-3        | SG   | SP   | Ratio | PG     | PP     | Ratio  | Detalle                               |
| ---- | ----------------- | -------- | -------- | -------- | -------- | ---------- | ---------- | ---------- | ---------- | ---------- | ---------- | ---- | ---- | ----- | ------ | ------ | ------ | ------------------------------------- |
| 1°   | Regatas Lima      | 30       | 11       | 10       | 1        | 8          | 2          |            |            | 1          |            | 31   | 5    | 6.200 | 887    | 665    | 1.334  | Clasifica a la Serie A                |
| 2°   | Alianza Lima      | 28       | 11       | 9        | 2        | 6          | 3          |            | 1          | 1          |            | 30   | 9    | 3.333 | 942    | 736    | 1.280  | Clasifica a la Serie B                |
| 3°   | USMP              | 27       | 11       | 9        | 2        | 4          | 4          | 1          | 1          |            | 1          | 29   | 12   | 2.417 | 927    | 815    | 1.137  | Clasifica a la Serie B                |
| 4°   | Jaamsa            | 25       | 11       | 9        | 2        | 4          | 3          | 2          |            | 1          | 1          | 28   | 13   | 2.150 | 969    | 884    | 1.096  | Clasifica a la Serie A                |
| 5°   | Géminis           | 21       | 11       | 7        | 4        | 3          | 1          | 2          | 2          |            | 2          | 25   | 17   | 1.471 | 939    | 858    | 1.094  | Clasifica a la Serie A                |
| 6°   | Rebaza Acosta     | 16       | 11       | 5        | 6        | 2          | 2          | 1          | 2          | 3          | 1          | 22   | 22   | 1.000 | 990    | 940    | 1.053  | Clasifica a la Serie B                |
| 7°   | Latino Amisa      | 14       | 11       | 5        | 6        | 3          | 1          | 1          |            | 3          | 3          | 18   | 21   | 0.857 | 874    | 886    | 0.986  | Clasifica a la Serie B                |
| 8°   | CS Italiano       | 12       | 11       | 4        | 7        | 3          | 1          |            |            | 7          |            | 19   | 22   | 0.860 | 924    | 946    | 0.977  | Clasifica a la Serie A                |
| 9°   | ACD Túpac Amaru   | 10       | 11       | 4        | 7        | 1          | 1          | 2          |            | 1          | 6          | 13   | 26   | 0.500 | 754    | 892    | 0.845  | Jugarán la Serie C por la permanencia |
| 10°  | Deportivo Soan    | 10       | 11       | 3        | 8        | 1          | 1          |            | 1          | 1          | 6          | 12   | 26   | 0.460 | 791    | 865    | 0.914  | Jugarán la Serie C por la permanencia |
| 11°  | Deportivo Alianza | 3        | 11       | 1        | 10       | 1          |            |            |            |            | 9          | 3    | 30   | 0.100 | 566    | 802    | 0.706  | Jugarán la Serie C por la permanencia |
| 12°  | Sumak Selva       | 2        | 11       |          | 11       |            |            |            | 2          | 2          | 7          | 6    | 33   | 0.182 | 673    | 947    | 0.711  | Jugarán la Serie C por la permanencia |

Véase también: Fixture por equipo en la Primera Etapa.
Véase también: Evolución de posiciones en la Primera Etapa.

### Resultados
Los 66 partidos de la primera etapa se jugaron del 17 de enero al 14 de marzo de 2023. Tras la reprogramación del 25 de enero, el orden cronológico inicial de las fechas quedó completamente alterado. Las MVP de cada partido son elegidas por la FPV y no por el canal que transmite los partidos.  
- Última actualización: 14 de marzo de 2023.

| Fecha 1 | Fecha 1     | Fecha 1 | Fecha 1          | Fecha 1       | Fecha 1 | Fecha 1           | Fecha 1 | Fecha 1 | Fecha 1 | Fecha 1 | Fecha 1 | Fecha 1 | Fecha 1  | Fecha 1             |
| N.°     | Fecha       | Hora    | Árbitros         | Equipo 1      | Res.    | Equipo 2          | Set 1   | Set 2   | Set 3   | Set 4   | Set 5   | Total   | Duración | MVP                 |
| ------- | ----------- | ------- | ---------------- | ------------- | ------- | ----------------- | ------- | ------- | ------- | ------- | ------- | ------- | -------- | ------------------- |
| 1       | 17 de enero | 15:00   | Herbert Gonzales | Regatas Lima  | 3-0     | Sumak Selva       | 25-15   | 25-11   | 25-16   | x       | x       | 75-42   | 1.05     | Thaisa Mc Leod      |
| 2       | 17 de enero | 17:00   | José Vásquez     | Alianza Lima  | 3-0     | ACD Túpac Amaru   | 25-17   | 25-6    | 25-19   | x       | x       | 75-42   | 1.08     | Ysabella Sánchez    |
| 3       | 24 de enero | 15:00   | Luis Huaylinos   | Géminis       | 3-2     | USMP              | 20-25   | 24-26   | 25-13   | 25-11   | 15-11   | 109-86  | 1.58     | Florangel Terrero   |
| 4       | 24 de enero | 17:00   | José Vásquez     | Latino Amisa  | 3-0     | Deportivo Soan    | 25-11   | 25-17   | 25-22   | x       | x       | 75-50   | 1.14     | Bruna Neri          |
| 5       | 26 de enero | 15:00   | Luis Huaylinos   | Rebaza Acosta | 3-0     | Deportivo Alianza | 25-15   | 25-13   | 25-12   | x       | x       | 75-40   | 1.04     | Danielle Dos Santos |
| 6       | 26 de enero | 17:00   | Herbert Gonzales | CS Italiano   | 1-3     | Jaamsa            | 22-25   | 25-19   | 22-25   | 28-30   | x       | 97-99   | 2.00     | Sabryn Roberts      |

| Fecha 2 | Fecha 2     | Fecha 2 | Fecha 2          | Fecha 2       | Fecha 2 | Fecha 2           | Fecha 2 | Fecha 2 | Fecha 2 | Fecha 2 | Fecha 2 | Fecha 2 | Fecha 2  | Fecha 2         |
| N.°     | Fecha       | Hora    | Árbitros         | Equipo 1      | Res.    | Equipo 2          | Set 1   | Set 2   | Set 3   | Set 4   | Set 5   | Total   | Duración | MVP             |
| ------- | ----------- | ------- | ---------------- | ------------- | ------- | ----------------- | ------- | ------- | ------- | ------- | ------- | ------- | -------- | --------------- |
| 7       | 28 de enero | 15:00   | Herbert Gonzales | Regatas Lima  | 3-1     | ACD Túpac Amaru   | 25-13   | 25-19   | 21-25   | 25-21   | x       | 96-78   | 1.51     | Thaisa Mc Leod  |
| 8       | 28 de enero | 17:00   | Jorge Nazario    | Sumak Selva   | 0-3     | USMP              | 13-25   | 21-25   | 12-25   | x       | x       | 46-75   | 1.12     | Astrid Ruiz     |
| 9       | 29 de enero | 15:00   | Jorge Nazario    | Alianza Lima  | 3-0     | Deportivo Soan    | 27-25   | 25-15   | 25-13   | x       | x       | 77-53   | 1.22     | Fernanda Melo   |
| 10      | 29 de enero | 17:00   | Luis Huaylinos   | Géminis       | 3-0     | Deportivo Alianza | 25-18   | 25-14   | 25-20   | x       | x       | 75-52   | 1.10     | Andrea Sandoval |
| 11      | 31 de enero | 15:00   | Rocío Huarcaya   | Latino Amisa  | 0-3     | Jaamsa            | 18-25   | 20-25   | 21-25   | x       | x       | 59-75   | 1.18     | Sabryn Roberts  |
| 12      | 31 de enero | 17:00   | José Vásquez     | Rebaza Acosta | 3-1     | CS Italiano       | 28-30   | 25-9    | 25-21   | 25-21   | x       | 103-81  | 1.54     | Zaira Manzo     |

| Fecha 3 | Fecha 3       | Fecha 3 | Fecha 3          | Fecha 3         | Fecha 3 | Fecha 3           | Fecha 3 | Fecha 3 | Fecha 3 | Fecha 3 | Fecha 3 | Fecha 3 | Fecha 3  | Fecha 3          |
| N.°     | Fecha         | Hora    | Árbitros         | Equipo 1        | Res.    | Equipo 2          | Set 1   | Set 2   | Set 3   | Set 4   | Set 5   | Total   | Duración | MVP              |
| ------- | ------------- | ------- | ---------------- | --------------- | ------- | ----------------- | ------- | ------- | ------- | ------- | ------- | ------- | -------- | ---------------- |
| 17      | 4 de febrero  | 18:00   | Luis Huaylinos   | Géminis         | 3-1     | CS Italiano       | 19-25   | 25-17   | 26-24   | 25-16   | x       | 95-82   | 1.41     | Andrea Sandoval  |
| 18      | 5 de febrero  | 15:00   | Rocío Huarcaya   | Regatas Lima    | 3-0     | USMP              | 25-19   | 25-21   | 25-17   | x       | x       | 75-57   | 1.11     | Alexandra Muñoz  |
| 19      | 5 de febrero  | 17:00   | Claudia Vega     | Sumak Selva     | 0-3     | Deportivo Alianza | 13-25   | 20-25   | 18-25   | x       | x       | 51-75   | 1.09     | María Abregú     |
| 20      | 7 de febrero  | 15:00   | José Vásquez     | Latino Amisa    | 3-1     | Rebaza Acosta     | 25-23   | 27-25   | 17-25   | 27-25   | x       | 96-98   | 1.53     | Grecia Herrada   |
| 21      | 7 de febrero  | 17:00   | Luis Huaylinos   | ACD Túpac Amaru | 3-2     | Deportivo Soan    | 23-25   | 25-19   | 17-25   | 25-16   | 21-19   | 111-104 | 2.04     | Florencia Giglio |
| 36      | 19 de febrero | 15:00   | Consuelo Fuentes | Alianza Lima    | 2-3     | Jaamsa            | 25-19   | 22-25   | 29-31   | 25-18   | 16-18   | 117-111 | 2.24     | María Rodríguez  |

| Fecha 4 | Fecha 4       | Fecha 4 | Fecha 4          | Fecha 4         | Fecha 4 | Fecha 4           | Fecha 4 | Fecha 4 | Fecha 4 | Fecha 4 | Fecha 4 | Fecha 4 | Fecha 4  | Fecha 4        |
| N.°     | Fecha         | Hora    | Árbitros         | Equipo 1        | Res.    | Equipo 2          | Set 1   | Set 2   | Set 3   | Set 4   | Set 5   | Total   | Duración | MVP            |
| ------- | ------------- | ------- | ---------------- | --------------- | ------- | ----------------- | ------- | ------- | ------- | ------- | ------- | ------- | -------- | -------------- |
| 13      | 2 de febrero  | 15:00   | Consuelo Fuentes | Regatas Lima    | 3-0     | Deportivo Soan    | 25-18   | 25-23   | 25-14   | x       | x       | 75-55   | 1.14     | Kiara Montes   |
| 14      | 2 de febrero  | 17:00   | Luis Huaylinos   | USMP            | 3-0     | Deportivo Alianza | 25-15   | 25-21   | 25-14   | x       | x       | 75-50   | 1.09     | Eliana Pérez   |
| 15      | 4 de febrero  | 14:00   | Consuelo Fuentes | ACD Túpac Amaru | 0-3     | Jaamsa            | 16-25   | 15-25   | 28-30   | x       | x       | 59-80   | 1.17     | Janice Torres  |
| 22      | 9 de febrero  | 15:00   | Consuelo Fuentes | Sumak Selva     | 0-3     | CS Italiano       | 27-29   | 20-25   | 17-25   | x       | x       | 64-79   | 1.23     | Kiara Vicente  |
| 29      | 14 de febrero | 15:00   | Consuelo Fuentes | Géminis         | 2-3     | Latino Amisa      | 25-23   | 23-25   | 25-20   | 23-25   | 15-17   | 111-110 | 2.10     | Bruna Neri     |
| 30      | 14 de febrero | 17:00   | José Vásquez     | Alianza Lima    | 3-1     | Rebaza Acosta     | 25-21   | 21-25   | 25-12   | 25-15   | x       | 96-73   | 1.43     | Marina Scherer |

| Fecha 5 | Fecha 5       | Fecha 5 | Fecha 5          | Fecha 5         | Fecha 5 | Fecha 5           | Fecha 5 | Fecha 5 | Fecha 5 | Fecha 5 | Fecha 5 | Fecha 5 | Fecha 5  | Fecha 5             |
| N.°     | Fecha         | Hora    | Árbitros         | Equipo 1        | Res.    | Equipo 2          | Set 1   | Set 2   | Set 3   | Set 4   | Set 5   | Total   | Duración | MVP                 |
| ------- | ------------- | ------- | ---------------- | --------------- | ------- | ----------------- | ------- | ------- | ------- | ------- | ------- | ------- | -------- | ------------------- |
| 23      | 9 de febrero  | 17:00   | Rocío Huarcaya   | Alianza Lima    | 3-0     | Géminis           | 25-13   | 25-16   | 25-19   | x       | x       | 75-48   | 1.08     | Marina Scherer      |
| 24      | 11 de febrero | 14:00   | José Vásquez     | Sumak Selva     | 0-3     | Latino Amisa      | 17-25   | 16-25   | 23-25   | x       | x       | 56-75   | 1.06     | Grecia Herrada      |
| 25      | 11 de febrero | 16:00   | Consuelo Fuentes | Regatas Lima    | 3-0     | Deportivo Alianza | 25-18   | 25-12   | 25-11   | x       | x       | 75-41   | 1.01     | Zyonna Fellows      |
| 26      | 11 de febrero | 18:00   | Miguel Ballena   | Deportivo Soan  | 0-3     | Jaamsa            | 16-25   | 22-25   | 21-25   | x       | x       | 59-75   | 1.18     | Angélica Aquino     |
| 28      | 12 de febrero | 17:00   | Miguel Ballena   | USMP            | 3-1     | CS Italiano       | 25-20   | 13-25   | 25-23   | 25-15   | x       | 88-83   | 1.47     | Eliana Pérez        |
| 54      | 5 de marzo    | 15:00   | Luis Huaylinos   | ACD Túpac Amaru | 0-3     | Rebaza Acosta     | 17-25   | 20-25   | 15-25   | x       | x       | 52-75   | 1.06     | Danielle Dos Santos |

| Fecha 6 | Fecha 6       | Fecha 6 | Fecha 6          | Fecha 6           | Fecha 6 | Fecha 6       | Fecha 6 | Fecha 6 | Fecha 6 | Fecha 6 | Fecha 6 | Fecha 6 | Fecha 6  | Fecha 6           |
| N.°     | Fecha         | Hora    | Árbitros         | Equipo 1          | Res.    | Equipo 2      | Set 1   | Set 2   | Set 3   | Set 4   | Set 5   | Total   | Duración | MVP               |
| ------- | ------------- | ------- | ---------------- | ----------------- | ------- | ------------- | ------- | ------- | ------- | ------- | ------- | ------- | -------- | ----------------- |
| 31      | 16 de febrero | 15:00   | Rocío Huarcaya   | Regatas Lima      | 3-0     | Jaamsa        | 25-23   | 25-13   | 25-17   | x       | x       | 75-53   | 1.09     | Karla Ortiz       |
| 32      | 16 de febrero | 17:00   | José Vásquez     | Deportivo Alianza | 0-3     | CS Italiano   | 23-25   | 22-25   | 20-25   | x       | x       | 65-75   | 1.24     | Kiara Vicente     |
| 33      | 18 de febrero | 14:00   | Consuelo Fuentes | Deportivo Soan    | 1-3     | Rebaza Acosta | 25-21   | 22-25   | 21-25   | 25-27   | x       | 93-98   | 1.49     | Nayeli Yábar      |
| 34      | 18 de febrero | 16:00   | Rocío Huarcaya   | USMP              | 3-1     | Latino Amisa  | 23-25   | 25-21   | 25-20   | 25-9    | x       | 98-75   | 1.38     | Mabel Olemar      |
| 35      | 18 de febrero | 18:00   | José Vásquez     | ACD Túpac Amaru   | 0-3     | Géminis       | 20-25   | 12-25   | 13-25   | x       | x       | 45-75   | 1.03     | Florangel Terrero |
| 56      | 7 de marzo    | 15:00   | Luis Huaylinos   | Sumak Selva       | 0-3     | Alianza Lima  | 8-25    | 14-25   | 17-25   | x       | x       | 39-75   | 1.00     | Marina Scherer    |

| Fecha 7 | Fecha 7       | Fecha 7 | Fecha 7          | Fecha 7           | Fecha 7 | Fecha 7       | Fecha 7 | Fecha 7 | Fecha 7 | Fecha 7 | Fecha 7 | Fecha 7 | Fecha 7  | Fecha 7           |
| N.°     | Fecha         | Hora    | Árbitros         | Equipo 1          | Res.    | Equipo 2      | Set 1   | Set 2   | Set 3   | Set 4   | Set 5   | Total   | Duración | MVP               |
| ------- | ------------- | ------- | ---------------- | ----------------- | ------- | ------------- | ------- | ------- | ------- | ------- | ------- | ------- | -------- | ----------------- |
| 27      | 12 de febrero | 15:00   | Jorge Álvarez    | ACD Túpac Amaru   | 3-2     | Sumak Selva   | 25-13   | 25-20   | 17-25   | 24-26   | 15-5    | 106-89  | 1.52     | Karen Morales     |
| 37      | 19 de febrero | 15:00   | Julio Lluque     | Regatas Lima      | 3-1     | CS Italiano   | 27-25   | 25-8    | 24-26   | 25-19   | x       | 101-78  | 1.42     | Flavia Montes     |
| 38      | 21 de febrero | 15:00   | Julio Lluque     | Deportivo Alianza | 0-3     | Latino Amisa  | 9-25    | 17-25   | 24-26   | x       | x       | 50-76   | 1.03     | Kanna Hanazawa    |
| 39      | 21 de febrero | 17:00   | José Vásquez     | Jaamsa            | 3-1     | Rebaza Acosta | 25-22   | 22-25   | 25-22   | 25-22   | x       | 97-91   | 1.56     | Angélica Aquino   |
| 40      | 23 de febrero | 17:00   | Rocío Huarcaya   | Deportivo Soan    | 0-3     | Géminis       | 16-25   | 22-25   | 16-25   | x       | x       | 54-75   | 1.07     | Andrea Sandoval   |
| 41      | 23 de febrero | 15:00   | Consuelo Fuentes | USMP              | 3-1     | Alianza Lima  | 25-21   | 25-20   | 13-25   | 25-20   | x       | 88-86   | 1.44     | Alexandra Machado |

| Fecha 8 | Fecha 8       | Fecha 8 | Fecha 8          | Fecha 8           | Fecha 8 | Fecha 8         | Fecha 8 | Fecha 8 | Fecha 8 | Fecha 8 | Fecha 8 | Fecha 8 | Fecha 8  | Fecha 8           |
| N.°     | Fecha         | Hora    | Árbitros         | Equipo 1          | Res.    | Equipo 2        | Set 1   | Set 2   | Set 3   | Set 4   | Set 5   | Total   | Duración | MVP               |
| ------- | ------------- | ------- | ---------------- | ----------------- | ------- | --------------- | ------- | ------- | ------- | ------- | ------- | ------- | -------- | ----------------- |
| 43      | 25 de febrero | 16:00   | José Vásquez     | CS Italiano       | 3-1     | Latino Amisa    | 25-20   | 24-26   | 25-22   | 25-23   | x       | 99-91   | 1.47     | Elena Keldibekova |
| 44      | 25 de febrero | 18:00   | William Vallejos | Regatas Lima      | 3-0     | Rebaza Acosta   | 25-15   | 25-16   | 25-17   | x       | x       | 75-48   | 1.09     | Miriam Patiño     |
| 45      | 26 de febrero | 15:00   | William Vallejos | Jaamsa            | 3-2     | Géminis         | 23-25   | 25-19   | 25-21   | 25-27   | 15-13   | 113-105 | 2.03     | Yujhamy Mosquera  |
| 47      | 28 de febrero | 17:00   | Consuelo Fuentes | Deportivo Alianza | 0-3     | Alianza Lima    | 14-25   | 12-25   | 16-25   | x       | x       | 42-75   | 1.04     | Ysabella Sánchez  |
| 50      | 2 de marzo    | 17:00   | Julio Lluque     | USMP              | 3-0     | ACD Túpac Amaru | 25-18   | 25-11   | 25-10   | x       | x       | 75-39   | 0.59     | Simone Scherer    |
| 55      | 5 de marzo    | 17:00   | Walter Vera      | Deportivo Soan    | 3-1     | Sumak Selva     | 25-18   | 22-25   | 25-15   | 25-13   | x       | 97-71   | 1.31     | Danielle Mahaffey |

| Fecha 9 | Fecha 9       | Fecha 9 | Fecha 9        | Fecha 9           | Fecha 9 | Fecha 9         | Fecha 9 | Fecha 9 | Fecha 9 | Fecha 9 | Fecha 9 | Fecha 9 | Fecha 9  | Fecha 9           |
| N.°     | Fecha         | Hora    | Árbitros       | Equipo 1          | Res.    | Equipo 2        | Set 1   | Set 2   | Set 3   | Set 4   | Set 5   | Total   | Duración | MVP               |
| ------- | ------------- | ------- | -------------- | ----------------- | ------- | --------------- | ------- | ------- | ------- | ------- | ------- | ------- | -------- | ----------------- |
| 42      | 25 de febrero | 14:00   | Julio Lluque   | Deportivo Alianza | 0-3     | ACD Túpac Amaru | 14-25   | 20-25   | 20-25   | x       | x       | 54-75   | 1.09     | Karen Morales     |
| 46      | 26 de febrero | 17:00   | Julio Lluque   | Deportivo Soan    | 0-3     | USMP            | 18-25   | 15-25   | 21-25   | x       | x       | 54-75   | 1.10     | Mabel Olemar      |
| 48      | 28 de febrero | 17:00   | José Vásquez   | Regatas Lima      | 3-0     | Latino Amisa    | 25-18   | 25-19   | 25-22   | x       | x       | 75-59   | 1.14     | Karla Ortiz       |
| 49      | 2 de marzo    | 15:00   | Rocío Huarcaya | Rebaza Acosta     | 2-3     | Géminis         | 25-21   | 28-26   | 21-25   | 22-25   | 12-15   | 108-112 | 2.04     | Andrea Sandoval   |
| 51      | 4 de marzo    | 14:00   | Walter Vera    | CS Italiano       | 1-3     | Alianza Lima    | 23-25   | 25-20   | 19-25   | 19-25   | x       | 86-95   | 1.45     | Fernanda Melo     |
| 52      | 4 de marzo    | 16:00   | Julio Lluque   | Jaamsa            | 3-1     | Sumak Selva     | 25-14   | 25-11   | 26-28   | 25-16   | x       | 101-69  | 1.32     | Claudia Hernández |

| Fecha 10 | Fecha 10     | Fecha 10 | Fecha 10         | Fecha 10          | Fecha 10 | Fecha 10        | Fecha 10 | Fecha 10 | Fecha 10 | Fecha 10 | Fecha 10 | Fecha 10 | Fecha 10 | Fecha 10           |
| N.°      | Fecha        | Hora     | Árbitros         | Equipo 1          | Res.     | Equipo 2        | Set 1    | Set 2    | Set 3    | Set 4    | Set 5    | Total    | Duración | MVP                |
| -------- | ------------ | -------- | ---------------- | ----------------- | -------- | --------------- | -------- | -------- | -------- | -------- | -------- | -------- | -------- | ------------------ |
| 16       | 4 de febrero | 16:00    | José Vásquez     | Latino Amisa      | 0-3      | Alianza Lima    | 22-25    | 23-25    | 19-25    | x        | x        | 64-75    | 1.19     | Brenda Lobatón     |
| 53       | 4 de marzo   | 18:00    | Consuelo Fuentes | Regatas Lima      | 3-0      | Géminis         | 25-21    | 25-20    | 25-17    | x        | x        | 75-58    | 1.14     | Flavia Montes      |
| 57       | 7 de marzo   | 17:00    | Rocío Huarcaya   | Jaamsa            | 1-3      | USMP            | 17-25    | 25-22    | 26-28    | 22-25    | x        | 90-100   | 1.48     | Eliana Pérez       |
| 58       | 9 de marzo   | 15:00    | José Vásquez     | CS Italiano       | 3-0      | ACD Túpac Amaru | 25-16    | 25-12    | 25-20    | x        | x        | 75-48    | 1.06     | Sandra Ostos       |
| 59       | 9 de marzo   | 17:00    | Juan Flores      | Rebaza Acosta     | 3-2      | Sumak Selva     | 25-13    | 26-28    | 22-25    | 25-12    | 15-10    | 113-88   | 1.48     | Milagros Hernández |
| 60       | 11 de marzo  | 14:00    | Consuelo Fuentes | Deportivo Alianza | 0-3      | Deportivo Soan  | 10-25    | 16-25    | 18-25    | x        | x        | 44-75    | 1.04     | Yuriko Ventura     |

| Fecha 11 | Fecha 11    | Fecha 11 | Fecha 11         | Fecha 11      | Fecha 11 | Fecha 11          | Fecha 11 | Fecha 11 | Fecha 11 | Fecha 11 | Fecha 11 | Fecha 11 | Fecha 11 | Fecha 11          |
| N.°      | Fecha       | Hora     | Árbitros         | Equipo 1      | Res.     | Equipo 2          | Set 1    | Set 2    | Set 3    | Set 4    | Set 5    | Total    | Duración | MVP               |
| -------- | ----------- | -------- | ---------------- | ------------- | -------- | ----------------- | -------- | -------- | -------- | -------- | -------- | -------- | -------- | ----------------- |
| 61       | 11 de marzo | 16:00    | Luis Huaylinos   | Géminis       | 3-0      | Sumak Selva       | 25-22    | 26-24    | 25-12    | x        | x        | 76-58    | 1.12     | Andrea Sandoval   |
| 62       | 11 de marzo | 18:00    | Rocío Huarcaya   | Regatas Lima  | 1-3      | Alianza Lima      | 22-25    | 20-25    | 25-21    | 23-25    | x        | 90-96    | 1.56     | Esmeralda Sánchez |
| 63       | 12 de marzo | 15:00    | José Vásquez     | Rebaza Acosta | 2-3      | USMP              | 22-25    | 25-22    | 23-25    | 25-23    | 13-15    | 108-110  | 2.10     | Eliana Pérez      |
| 64       | 12 de marzo | 17:00    | Consuelo Fuentes | Latino Amisa  | 1-3      | ACD Túpac Amaru   | 21-25    | 25-27    | 25-22    | 23-25    | x        | 94-99    | 1.50     | Estefanía López   |
| 65       | 14 de marzo | 15:00    | Herbert Gonzales | CS Italiano   | 1-3      | Deportivo Soan    | 25-21    | 22-25    | 24-26    | 18-25    | x        | 89-97    | 1.47     | Melyssa Xavier    |
| 66       | 14 de marzo | 17:00    | Julio Lluque     | Jaamsa        | 3-0      | Deportivo Alianza | 25-20    | 25-13    | 25-20    | x        | x        | 75-53    | 1.10     | Claudia Hernández |

## Segunda Etapa
Esta etapa está dividida en tres series de cuatro equipos cada una. Las series A y B se jugarán para definir a los semifinalistas por el título nacional; y la Serie C se jugará para definir el descenso. Los 30 partidos de esta etapa se disputarán del 16 de marzo al 9 de abril de 2023. En esta instancia, los clubes arrastrarán los resultados que obtuvieron frente a sus rivales en la Primera Etapa, tanto en la lucha por el título como en la lucha por la permanencia. 

### Serie A por el título
Este grupo estuvo conformado por los equipos 1° (Regatas Lima), 4° (Jaamsa), 5° (Géminis) y 8° (Circolo) de la Primera Etapa. Se jugó con partidos de ida y vuelta. En esta instancia, los clubes arrastraron los resultados que obtuvieron frente a sus rivales de serie en la Primera Etapa.   

#### Clasificación de la Serie A
- La tabla incluye los resultados que los equipos obtuvieron al enfrentarse entre los ocho mejores de la primera etapa.

| Pos. | Equipos      | Puntajes | Partidos | Partidos | Partidos | Resultados | Resultados | Resultados | Resultados | Resultados | Resultados | Sets | Sets | Sets  | Puntos | Puntos | Puntos | Detalle                  |
| Pos. | Equipos      | Puntajes | PJ       | PG       | PP       | 3-0        | 3-1        | 3-2        | 2-3        | 1-3        | 0-3        | SG   | SP   | Ratio | PG     | PP     | Ratio  | Detalle                  |
| ---- | ------------ | -------- | -------- | -------- | -------- | ---------- | ---------- | ---------- | ---------- | ---------- | ---------- | ---- | ---- | ----- | ------ | ------ | ------ | ------------------------ |
| 1°   | Regatas Lima | 34       | 13       | 12       | 1        | 8          | 2          | 2          |            | 1          |            | 37   | 9    | 4.111 | 1116   | 913    | 1.222  | Clasifican a semifinales |
| 2°   | Jaamsa       | 24       | 13       | 8        | 5        | 3          | 3          | 2          | 2          | 1          | 2          | 29   | 22   | 1.318 | 1144   | 1129   | 1.013  | Clasifican a semifinales |
| 3°   | CS Italiano  | 11       | 13       | 4        | 9        | 1          | 2          | 1          |            | 7          | 2          | 19   | 31   | 0.613 | 1084   | 1169   | 0.927  | Eliminados               |
| 4°   | Géminis      | 10       | 12       | 3        | 10       |            | 1          | 2          | 3          | 2          | 5          | 17   | 35   | 0.488 | 1092   | 1191   | 0.917  | Eliminados               |

Véase también: Tabla de puntos que arrastran los equipos que luchan por el título.

#### Resultados de la Serie A
| Ida | Ida         | Ida   | Ida              | Ida          | Ida  | Ida         | Ida   | Ida   | Ida   | Ida   | Ida   | Ida     | Ida      | Ida             |
| N.° | Fecha       | Hora  | Árbitros         | Equipo 1     | Res. | Equipo 2    | Set 1 | Set 2 | Set 3 | Set 4 | Set 5 | Total   | Duración | MVP             |
| --- | ----------- | ----- | ---------------- | ------------ | ---- | ----------- | ----- | ----- | ----- | ----- | ----- | ------- | -------- | --------------- |
| 68  | 16 de marzo | 17:00 | Julio Lluque     | Regatas Lima | 3-0  | CS Italiano | 25-19 | 25-19 | 25-11 | x     | x     | 75-49   | 1.14     | Alexandra Muñoz |
| 72  | 19 de marzo | 17:00 | Herbert Gonzales | Jaamsa       | 3-0  | Géminis     | 25-16 | 25-19 | 25-19 | x     | x     | 75-54   | 1.13     | Angélica Aquino |
| 76  | 23 de marzo | 17:00 | Herbert Gonzales | Regatas Lima | 3-2  | Géminis     | 24-26 | 31-33 | 25-22 | 25-21 | 15-10 | 120-112 | 2.22     | Karla Ortiz     |
| 79  | 28 de marzo | 15:00 | Herbert Gonzales | Jaamsa       | 3-1  | CS Italiano | 25-16 | 17-25 | 25-20 | 25-23 | x     | 92-84   | 1.41     | Angélica Aquino |
| 81  | 30 de marzo | 15:00 | José Vásquez     | Regatas Lima | 3-2  | Jaamsa      | 25-18 | 22-25 | 25-16 | 16-25 | 15-9  | 103-93  | 2.00     | Kiara Montes    |
| 83  | 1 de abril  | 15:00 | José Vásquez     | Géminis      | 1-3  | CS Italiano | 20-25 | 22-25 | 25-21 | 22-25 | x     | 89-96   | 1.46     | Sandra Ostos    |

| Vuelta | Vuelta      | Vuelta | Vuelta           | Vuelta      | Vuelta | Vuelta       | Vuelta | Vuelta | Vuelta | Vuelta | Vuelta | Vuelta  | Vuelta   | Vuelta              |
| N.°    | Fecha       | Hora   | Árbitros         | Equipo 1    | Res.   | Equipo 2     | Set 1  | Set 2  | Set 3  | Set 4  | Set 5  | Total   | Duración | MVP                 |
| ------ | ----------- | ------ | ---------------- | ----------- | ------ | ------------ | ------ | ------ | ------ | ------ | ------ | ------- | -------- | ------------------- |
| 85     | 2 de abril  | 15:00  | Consuelo Fuentes | CS Italiano | 0-3    | Regatas Lima | 22-25  | 24-26  | 16-25  | x      | x      | 62-76   | 1.18     | Zyonna Fellows      |
| 87     | 4 de abril  | 15:00  | Herbert Gonzales | Géminis     | 0-3    | Jaamsa       | 16-25  | 23-25  | 18-25  | x      | x      | 57-75   | 1.18     | Angélica Aquino     |
| 89     | 5 de abril  | 15:00  | Herbert Gonzales | Géminis     | 1-3    | Regatas Lima | 15-25  | 26-28  | 25-23  | 16-25  | x      | 82-101  | 1.43     | Karla Ortiz         |
| 92     | 8 de abril  | 17:00  | Juan Flores      | CS Italiano | 3-2    | Jaamsa       | 25-23  | 25-27  | 25-20  | 22-25  | 15-10  | 112-105 | 2.07     | Yordalys Burguillos |
| 94     | 9 de abril  | 17:00  | Consuelo Fuentes | Jaamsa      | 0-3    | Regatas Lima | 22-25  | 23-25  | 21-25  | x      | x      | 66-75   | 1.19     | Kiara Montes        |
| 96     | 11 de abril | 17:00  | Luis Huaylinos   | CS Italiano | 3-0    | Géminis      | 25-14  | 25-23  | 25-23  | x      | x      | 75-60   | 1.11     | Sandra Ostos        |

### Serie B por el título
Este grupo estuvo conformado por los equipos 2° (Alianza Lima), 3° (USMP), 6° (Rebaza Acosta) y 7° (Latino Amisa) de la Primera Etapa. Se jugó con partidos de ida y vuelta. En esta instancia, los clubes arrastraron los resultados que obtuvieron frente a sus rivales de serie en la Primera Etapa.   

#### Clasificación de la Serie B
- La tabla incluye los resultados que los equipos obtuvieron al enfrentarse entre los ocho mejores de la primera etapa.

| Pos. | Equipos       | Puntajes | Partidos | Partidos | Partidos | Resultados | Resultados | Resultados | Resultados | Resultados | Resultados | Sets | Sets | Sets  | Puntos | Puntos | Puntos | Detalle                  |
| Pos. | Equipos       | Puntajes | PJ       | PG       | PP       | 3-0        | 3-1        | 3-2        | 2-3        | 1-3        | 0-3        | SG   | SP   | Ratio | PG     | PP     | Ratio  | Detalle                  |
| ---- | ------------- | -------- | -------- | -------- | -------- | ---------- | ---------- | ---------- | ---------- | ---------- | ---------- | ---- | ---- | ----- | ------ | ------ | ------ | ------------------------ |
| 1.º  | Alianza Lima  | 29       | 13       | 10       | 3        | 5          | 3          | 2          | 1          | 1          | 1          | 33   | 16   | 2.063 | 1151   | 1012   | 1.137  | Clasifican a semifinales |
| 2.º  | USMP          | 28       | 13       | 9        | 4        | 1          | 7          | 1          | 2          |            | 2          | 31   | 21   | 1.476 | 1155   | 1114   | 1.037  | Clasifican a semifinales |
| 3°   | Rebaza Acosta | 12       | 13       | 3        | 10       | 1          | 1          | 1          | 4          | 5          | 1          | 22   | 33   | 0.667 | 1198   | 1242   | 0.965  | Eliminados               |
| 4°   | Latino Amisa  | 8        | 13       | 3        | 10       |            | 2          | 1          |            | 3          | 6          | 13   | 34   | 0.382 | 963    | 1133   | 0.850  | Eliminados               |

Véase también: Tabla de puntos que arrastran los equipos que luchan por el título.

#### Resultados de la Serie B
| Ida | Ida         | Ida   | Ida              | Ida           | Ida  | Ida           | Ida   | Ida   | Ida   | Ida   | Ida   | Ida     | Ida      | Ida              |
| N.° | Fecha       | Hora  | Árbitros         | Equipo 1      | Res. | Equipo 2      | Set 1 | Set 2 | Set 3 | Set 4 | Set 5 | Total   | Duración | MVP              |
| --- | ----------- | ----- | ---------------- | ------------- | ---- | ------------- | ----- | ----- | ----- | ----- | ----- | ------- | -------- | ---------------- |
| 70  | 18 de marzo | 17:00 | Herbert Gonzales | Alianza Lima  | 3-0  | Latino Amisa  | 25-19 | 25-18 | 25-15 | x     | x     | 75-52   | 1.11     | Aixa Vigil       |
| 74  | 21 de marzo | 17:00 | Herbert Gonzales | USMP          | 3-1  | Rebaza Acosta | 25-16 | 25-22 | 22-25 | 25-21 | x     | 97-84   | 1.47     | Simone Scherer   |
| 78  | 25 de marzo | 17:00 | José Vásquez     | Alianza Lima  | 3-2  | Rebaza Acosta | 25-19 | 22-25 | 20-25 | 28-26 | 15-11 | 110-106 | 2.15     | Ysabella Sánchez |
| 80  | 28 de marzo | 17:00 | Luis Huaylinos   | USMP          | 3-1  | Latino Amisa  | 25-17 | 12-25 | 25-17 | 25-21 | x     | 87-80   | 1.35     | Simone Scherer   |
| 82  | 30 de marzo | 17:00 | Consuelo Fuentes | Alianza Lima  | 0-3  | USMP          | 26-28 | 19-25 | 22-25 | x     | x     | 67-78   | 1.27     | Eliana Pérez     |
| 84  | 1 de abril  | 17:00 | Herbert Gonzales | Rebaza Acosta | 1-3  | Latino Amisa  | 23-25 | 28-26 | 21-25 | 19-25 | x     | 91-101  | 1.57     | Kanna Hanazawa   |

| Vuelta | Vuelta      | Vuelta | Vuelta           | Vuelta        | Vuelta | Vuelta        | Vuelta | Vuelta | Vuelta | Vuelta | Vuelta | Vuelta  | Vuelta   | Vuelta              |
| N.°    | Fecha       | Hora   | Árbitros         | Equipo 1      | Res.   | Equipo 2      | Set 1  | Set 2  | Set 3  | Set 4  | Set 5  | Total   | Duración | MVP                 |
| ------ | ----------- | ------ | ---------------- | ------------- | ------ | ------------- | ------ | ------ | ------ | ------ | ------ | ------- | -------- | ------------------- |
| 86     | 2 de abril  | 17:00  | Julio Lluque     | Latino Amisa  | 0-3    | Alianza Lima  | 17-25  | 16-25  | 22-25  | x      | x      | 55-75   | 1.10     | Ysabella Sánchez    |
| 88     | 4 de abril  | 17:00  | José Vásquez     | Rebaza Acosta | 3-2    | USMP          | 25-18  | 29-27  | 23-25  | 22-25  | 15-10  | 114-105 | 2.17     | Danielle Dos Santos |
| 90     | 5 de abril  | 17:00  | Luis Huaylinos   | Rebaza Acosta | 2-3    | Alianza Lima  | 17-25  | 25-21  | 20-25  | 25-22  | 9-15   | 96-108  | 2.12     | Ysabella Sánchez    |
| 91     | 8 de abril  | 15:00  | Jairo Castillón  | Latino Amisa  | 1-3    | USMP          | 14-25  | 25-21  | 11-25  | 17-25  | x      | 67-96   | 1.36     | Mabel Olemar        |
| 93     | 9 de abril  | 15:00  | Herbert Gonzales | USMP          | 0-3    | Alianza Lima  | 24-26  | 21-25  | 20-25  | x      | x      | 65-76   | 1.36     | Maricarmen Guerrero |
| 95     | 11 de abril | 15:00  | Herbert Gonzales | Latino Amisa  | 0-3    | Rebaza Acosta | 26-28  | 12-25  | 16-25  | x      | x      | 54-78   | 1.17     | Danielle Dos Santos |

### Serie C por la permanencia
Este grupo estuvo conformado por los equipos 9° (ACD Túpac Amaru), 10° (Deportivo Soan), 11° (Deportivo Alianza) y 12° (Sumak Selva) de la primera etapa. Se jugó una ronda de todos contra todos. En esta instancia, los clubes arrastraron los resultados que obtuvieron frente a sus rivales de serie en la Primera Etapa. El último descendió a la LNIV 2024 y el penúltimo jugó la Revalidación contra Molivoleibol, subcampeón de la Liga Nacional Intermedia de Voleibol 2023.     

#### Clasificación de la Serie C
- La tabla incluye los resultados que los cuatro equipos obtuvieron al enfrentarse entre sí en la primera etapa.

| Pos. | Equipos           | Puntajes | Partidos | Partidos | Partidos | Resultados | Resultados | Resultados | Resultados | Resultados | Resultados | Sets | Sets | Sets  | Puntos | Puntos | Puntos | Detalle                                  |
| Pos. | Equipos           | Puntajes | PJ       | PG       | PP       | 3-0        | 3-1        | 3-2        | 2-3        | 1-3        | 0-3        | SG   | SP   | Ratio | PG     | PP     | Ratio  | Detalle                                  |
| ---- | ----------------- | -------- | -------- | -------- | -------- | ---------- | ---------- | ---------- | ---------- | ---------- | ---------- | ---- | ---- | ----- | ------ | ------ | ------ | ---------------------------------------- |
| 1°   | ACD Túpac Amaru   | 13       | 6        | 5        | 1        | 2          |            | 3          | 1          |            |            | 17   | 9    | 1.889 | 564    | 505    | 1.127  | Mantienen la categoría                   |
| 2°   | Deportivo Soan    | 13       | 6        | 4        | 2        | 2          | 1          | 1          | 2          |            |            | 16   | 9    | 1.778 | 573    | 476    | 1.204  | Mantienen la categoría                   |
| 3°   | Deportivo Alianza | 5        | 6        | 2        | 4        | 1          |            | 1          |            | 1          | 3          | 7    | 14   | 0.500 | 410    | 474    | 0.865  | Jugó la Revalidación contra Molivoleibol |
| 4°   | Sumak Selva       | 5        | 6        | 1        | 5        |            | 1          |            | 2          | 1          | 2          | 8    | 16   | 0.500 | 456    | 548    | 0.832  | Descendió a la LNIV 2024                 |

Véase también: Tabla de puntos que arrastran los equipos que luchan por la permanencia.

#### Resultados de la Serie C
| Ida | Ida         | Ida   | Ida              | Ida               | Ida  | Ida               | Ida   | Ida   | Ida   | Ida   | Ida   | Ida     | Ida      | Ida                  |
| N.° | Fecha       | Hora  | Árbitros         | Equipo 1          | Res. | Equipo 2          | Set 1 | Set 2 | Set 3 | Set 4 | Set 5 | Total   | Duración | MVP                  |
| --- | ----------- | ----- | ---------------- | ----------------- | ---- | ----------------- | ----- | ----- | ----- | ----- | ----- | ------- | -------- | -------------------- |
| 67  | 16 de marzo | 15:00 | Herbert Gonzales | ACD Túpac Amaru   | 3-0  | Sumak Selva       | 25-11 | 25-15 | 25-17 | x     | x     | 75-43   | 1.05     | Florencia Giglio     |
| 69  | 18 de marzo | 15:00 | Consuelo Fuentes | Deportivo Soan    | 3-0  | Deportivo Alianza | 25-14 | 25-17 | 25-18 | x     | x     | 75-49   | 1.05     | Danielle Mahaffey    |
| 71  | 19 de marzo | 15:00 | Julio Lluque     | ACD Túpac Amaru   | 2-3  | Deportivo Alianza | 25-21 | 19-25 | 13-25 | 25-16 | 13-15 | 95-102  | 1.52     | Guadalupe Quiroga    |
| 73  | 21 de marzo | 15:00 | José Vásquez     | Deportivo Soan    | 3-2  | Sumak Selva       | 20-25 | 25-23 | 25-12 | 24-26 | 15-13 | 109-99  | 2.02     | Yaniris Miller-Green |
| 75  | 23 de marzo | 15:00 | Consuelo Fuentes | Deportivo Alianza | 1-3  | Sumak Selva       | 24-26 | 16-25 | 29-27 | 17-25 | x     | 86-103  | 1.42     | Ariana Philipps      |
| 77  | 25 de marzo | 15:00 | Consuelo Fuentes | ACD Túpac Amaru   | 3-2  | Deportivo Soan    | 25-23 | 18-25 | 15-25 | 27-25 | 17-15 | 102-113 | 2.01     | Karen Morales        |

## Revalidación 2023
La Revalidación enfrentó al penúltimo de la Serie C de la Liga Nacional Superior de Voleibol Femenino 2022-23 (Deportivo Alianza) contra el subcampeón de la Liga Nacional Intermedia de Voleibol 2023 (Molivoleibol). El ganador de este duelo jugará la LNSV 2023-24 y el perdedor jugará la LNIV 2024. La Revalidación se jugó a un partido definitorio ya que ambos equipos eran de Lima-Callao, pero si uno de los equipos era de provincia, se jugaba a partidos de ida y vuelta. El duelo se disputó el domingo 2 de abril a las 4 p. m. en el coliseo del Circolo Sportivo Italiano. El precio de cada entrada fue diez soles.  
| Pos. | Equipos           | Score final | Partidos | Partidos | Partidos | Resultados | Resultados | Resultados | Resultados | Resultados | Resultados | Sets | Sets | Sets  | Puntos | Puntos | Puntos | Detalle                |
| Pos. | Equipos           | Score final | PJ       | PG       | PP       | 3-0        | 3-1        | 3-2        | 2-3        | 1-3        | 0-3        | SG   | SP   | Ratio | PG     | PP     | Ratio  | Detalle                |
| ---- | ----------------- | ----------- | -------- | -------- | -------- | ---------- | ---------- | ---------- | ---------- | ---------- | ---------- | ---- | ---- | ----- | ------ | ------ | ------ | ---------------------- |
| 1°   | Deportivo Alianza | 1-0         | 1        | 1        |          |            |            | 1          |            |            |            | 3    | 2    | 1.500 | 108    | 110    | 0.982  | Jugará la LNSV 2023-24 |
| 2°   | Molivoleibol      | 0-1         | 1        |          | 1        |            |            |            | 1          |            |            | 2    | 3    | 0.667 | 110    | 108    | 1.019  | Jugará la LNIV 2024    |

### Resultado
| N.° | Fecha      | Hora  | Árbitros    | Equipo 1          | Res. | Equipo 2     | Set 1 | Set 2 | Set 3 | Set 4 | Set 5 | Total   | Duración | MVP |
| --- | ---------- | ----- | ----------- | ----------------- | ---- | ------------ | ----- | ----- | ----- | ----- | ----- | ------- | -------- | --- |
| 107 | 2 de abril | 16:00 | Definitorio | Deportivo Alianza | 3-2  | Molivoleibol | 21-25 | 28-26 | 25-21 | 19-25 | 15-13 | 108-110 | 2.26     |     |

## Tercera Etapa: Semifinales
Los equipos que ganen 2 de 3 partidos en cada semifinal clasificarán a la final del campeonato. Si un equipo gana los dos primeros partidos de su semifinal, el partido extra no se jugará. 

### Semifinal 1
En esta llave se enfrentan el 1° de la Serie A contra el 2° de la Serie B. 
| Pos. | Equipos      | Score final | Partidos | Partidos | Partidos | Resultados | Resultados | Resultados | Resultados | Resultados | Resultados | Sets | Sets | Sets  | Puntos | Puntos | Puntos | Detalle              |
| Pos. | Equipos      | Score final | PJ       | PG       | PP       | 3-0        | 3-1        | 3-2        | 2-3        | 1-3        | 0-3        | SG   | SP   | Ratio | PG     | PP     | Ratio  | Detalle              |
| ---- | ------------ | ----------- | -------- | -------- | -------- | ---------- | ---------- | ---------- | ---------- | ---------- | ---------- | ---- | ---- | ----- | ------ | ------ | ------ | -------------------- |
| 1°   | Regatas Lima | 2-0         | 2        | 2        |          |            | 2          |            |            |            |            | 6    | 2    | 3.000 | 190    | 143    | 1.329  | Pasa a la gran final |
| 2°   | USMP         | 0-2         | 2        |          | 2        |            |            |            |            | 2          |            | 2    | 6    | 0.333 | 143    | 190    | 0.753  | Jugará tercer lugar  |

#### Resultados
| N.° | Fecha       | Hora  | Árbitros       | Equipo 1     | Res. | Equipo 2     | Set 1 | Set 2 | Set 3 | Set 4 | Set 5 | Total | Duración | MVP            |
| --- | ----------- | ----- | -------------- | ------------ | ---- | ------------ | ----- | ----- | ----- | ----- | ----- | ----- | -------- | -------------- |
| 97  | 13 de abril | 15:00 | Rocío Huarcaya | Regatas Lima | 3-1  | USMP         | 25-20 | 25-16 | 17-25 | 25-15 | x     | 92-76 | 1.36     | Kiara Montes   |
| 100 | 16 de abril | 17:00 | Walter Vera    | USMP         | 1-3  | Regatas Lima | 10-25 | 18-25 | 25-23 | 14-25 | x     | 67-98 | 1.34     | Zyonna Fellows |

### Semifinal 2
En esta llave se enfrentan el 1° de la Serie B contra el 2° de la Serie A. 
| Pos. | Equipos      | Score final | Partidos | Partidos | Partidos | Resultados | Resultados | Resultados | Resultados | Resultados | Resultados | Sets | Sets | Sets  | Puntos | Puntos | Puntos | Detalle              |
| Pos. | Equipos      | Score final | PJ       | PG       | PP       | 3-0        | 3-1        | 3-2        | 2-3        | 1-3        | 0-3        | SG   | SP   | Ratio | PG     | PP     | Ratio  | Detalle              |
| ---- | ------------ | ----------- | -------- | -------- | -------- | ---------- | ---------- | ---------- | ---------- | ---------- | ---------- | ---- | ---- | ----- | ------ | ------ | ------ | -------------------- |
| 1°   | Alianza Lima | 2-0         | 2        | 2        |          |            | 2          |            |            |            |            | 6    | 2    | 3.000 | 185    | 165    | 1.121  | Pasa a la gran final |
| 2°   | Jaamsa       | 0-2         | 2        |          | 2        |            |            |            |            | 2          |            | 2    | 6    | 0.333 | 165    | 185    | 0.892  | Jugará tercer lugar  |

#### Resultados
| N.° | Fecha       | Hora  | Árbitros       | Equipo 1     | Res. | Equipo 2     | Set 1 | Set 2 | Set 3 | Set 4 | Set 5 | Total | Duración | MVP                 |
| --- | ----------- | ----- | -------------- | ------------ | ---- | ------------ | ----- | ----- | ----- | ----- | ----- | ----- | -------- | ------------------- |
| 98  | 13 de abril | 17:00 | Walter Vera    | Jaamsa       | 1-3  | Alianza Lima | 22-25 | 25-22 | 19-25 | 9-25  | x     | 75-97 | 1.48     | Fernanda Melo       |
| 99  | 16 de abril | 15:00 | Rocío Huarcaya | Alianza Lima | 3-1  | Jaamsa       | 25-23 | 13-25 | 25-23 | 25-19 | x     | 88-90 | 1.46     | Maricarmen Guerrero |

## Cuarta Etapa: Finales

### Tercer Lugar
El equipo que gane 2 de 3 partidos, obtendrá el tercer lugar de la LNSV 2022-23. Si un equipo gana los dos primeros partidos, el partido extra no se jugará.
| Pos.    | Equipos | Score final | Partidos | Partidos | Partidos | Resultados | Resultados | Resultados | Resultados | Resultados | Resultados | Sets | Sets | Sets  | Puntos | Puntos | Puntos | Detalle |
| Pos.    | Equipos | Score final | PJ       | PG       | PP       | 3-0        | 3-1        | 3-2        | 2-3        | 1-3        | 0-3        | SG   | SP   | Ratio | PG     | PP     | Ratio  | Detalle |
| ------- | ------- | ----------- | -------- | -------- | -------- | ---------- | ---------- | ---------- | ---------- | ---------- | ---------- | ---- | ---- | ----- | ------ | ------ | ------ | ------- |
| Tercero | USMP    | 2-0         | 2        | 2        |          | 1          | 1          |            |            |            |            | 6    | 1    | 6.000 | 169    | 125    | 1.352  |         |
| Cuarto  | Jaamsa  | 0-2         | 2        |          | 2        |            |            |            |            | 1          | 1          | 1    | 6    | 0.167 | 125    | 169    | 0.740  |         |

#### Resultados
| N.° | Fecha       | Hora  | Árbitros         | Equipo 1 | Res. | Equipo 2 | Set 1 | Set 2 | Set 3 | Set 4 | Set 5 | Total | Duración | MVP          |
| --- | ----------- | ----- | ---------------- | -------- | ---- | -------- | ----- | ----- | ----- | ----- | ----- | ----- | -------- | ------------ |
| 101 | 20 de abril | 15:00 | Herbert Gonzales | USMP     | 3-1  | Jaamsa   | 25-17 | 25-13 | 19-25 | 25-18 | x     | 94-73 | 1.39     | Eliana Pérez |
| 103 | 23 de abril | 15:00 | Rocío Huarcaya   | Jaamsa   | 0-3  | USMP     | 18-25 | 16-25 | 18-25 | x     | x     | 52-75 | 1.17     | Mabel Olemar |

### Gran Final
El equipo que gane 3 de 5 partidos, será campeón de la LNSV 2022-23. Si un equipo gana los tres primeros partidos, los partidos extras no se jugarán.
| Pos.       | Equipos      | Score final | Partidos | Partidos | Partidos | Resultados | Resultados | Resultados | Resultados | Resultados | Resultados | Sets | Sets | Sets  | Puntos | Puntos | Puntos | Detalle                          |
| Pos.       | Equipos      | Score final | PJ       | PG       | PP       | 3-0        | 3-1        | 3-2        | 2-3        | 1-3        | 0-3        | SG   | SP   | Ratio | PG     | PP     | Ratio  | Detalle                          |
| ---------- | ------------ | ----------- | -------- | -------- | -------- | ---------- | ---------- | ---------- | ---------- | ---------- | ---------- | ---- | ---- | ----- | ------ | ------ | ------ | -------------------------------- |
| Campeón    | Regatas Lima | 3-1         | 4        | 3        | 1        | 1          | 2          |            |            | 1          |            | 10   | 5    | 2.000 | 359    | 307    | 1.169  | Tercer título consecutivo        |
| Subcampeón | Alianza Lima | 1-3         | 4        | 1        | 3        |            | 1          |            |            | 2          | 1          | 5    | 10   | 0.500 | 307    | 359    | 0.856  | Tercer subcampeonato consecutivo |

#### Resultados
| N.° | Fecha       | Hora  | Árbitros         | Equipo 1     | Res. | Equipo 2     | Set 1 | Set 2 | Set 3 | Set 4 | Set 5 | Total | Duración | MVP            |
| --- | ----------- | ----- | ---------------- | ------------ | ---- | ------------ | ----- | ----- | ----- | ----- | ----- | ----- | -------- | -------------- |
| 102 | 20 de abril | 17:00 | Walter Vera      | Regatas Lima | 3-1  | Alianza Lima | 21-25 | 25-22 | 25-18 | 25-23 | x     | 96-88 | 1.58     | Flavia Montes  |
| 104 | 23 de abril | 17:00 | Herbert Gonzales | Alianza Lima | 0-3  | Regatas Lima | 9-25  | 19-25 | 16-25 | x     | x     | 44-75 | 1.06     | Thaisa Mc Leod |
| 105 | 25 de abril | 17:00 | Rocío Huarcaya   | Regatas Lima | 1-3  | Alianza Lima | 25-19 | 22-25 | 22-25 | 24-26 | x     | 93-95 | 2.00     | Fernanda Melo  |
| 106 | 27 de abril | 17:00 | Rocío Huarcaya   | Alianza Lima | 1-3  | Regatas Lima | 25-20 | 17-25 | 18-25 | 20-25 | x     | 80-95 | 1.51     |                |

## Posiciones finales de la temporada
- La información está actualizada hasta el 27 de abril del 2023.

| Pos.              | Equipos           | Puntajes | %     | Partidos | Partidos | Partidos | Resultados | Resultados | Resultados | Resultados | Resultados | Resultados | Sets | Sets | Sets  | Puntos | Puntos | Puntos | Detalle                                                                            |
| Pos.              | Equipos           | Puntajes | %     | PJ       | PG       | PP       | 3-0        | 3-1        | 3-2        | 2-3        | 1-3        | 0-3        | SG   | SP   | Ratio | PG     | PP     | Ratio  | Detalle                                                                            |
| ----------------- | ----------------- | -------- | ----- | -------- | -------- | -------- | ---------- | ---------- | ---------- | ---------- | ---------- | ---------- | ---- | ---- | ----- | ------ | ------ | ------ | ---------------------------------------------------------------------------------- |
| Medalla de oro    | Regatas Lima      | 67       | 89.30 | 25       | 23       | 2        | 13         | 8          | 2          | 0          | 2          | 0          | 71   | 18   | 3.944 | 2157   | 1711   | 1.261  | Campeón de la LNSV 2022-23 y clasificado al Campeonato Sudamericano de Clubes 2023 |
| Medalla de plata  | Alianza Lima      | 50       | 66.67 | 25       | 17       | 8        | 9          | 6          | 2          | 1          | 4          | 3          | 57   | 34   | 1.676 | 2077   | 1883   | 1.103  | Subcampeón de la LNSV 2022-23                                                      |
| Medalla de bronce | USMP              | 46       | 73.02 | 21       | 15       | 6        | 6          | 8          | 1          | 2          | 2          | 2          | 51   | 28   | 1.821 | 1767   | 1618   | 1.092  | Tercero de la LNSV 2022-23                                                         |
| 4°                | Jaamsa            | 36       | 57.14 | 21       | 12       | 9        | 6          | 4          | 2          | 2          | 4          | 3          | 44   | 35   | 1.257 | 1765   | 1723   | 1.024  | Mantienen la categoría y jugarán la LNSV 2023-24                                   |
| 5°                | Rebaza Acosta     | 23       | 45.10 | 17       | 7        | 10       | 3          | 2          | 2          | 4          | 5          | 1          | 34   | 36   | 0.944 | 1559   | 1515   | 1.029  | Mantienen la categoría y jugarán la LNSV 2023-24                                   |
| 6°                | CS Italiano       | 20       | 39.22 | 17       | 7        | 10       | 4          | 2          | 1          | 0          | 8          | 2          | 29   | 34   | 0.853 | 1402   | 1443   | 0.972  | Mantienen la categoría y jugarán la LNSV 2023-24                                   |
| 7°                | Géminis           | 22       | 43.14 | 17       | 7        | 10       | 4          | 1          | 2          | 3          | 2          | 5          | 29   | 35   | 0.829 | 1393   | 1400   | 0.995  | Mantienen la categoría y jugarán la LNSV 2023-24                                   |
| 8°                | Latino Amisa      | 17       | 33.33 | 17       | 6        | 11       | 3          | 2          | 1          | 0          | 5          | 6          | 23   | 37   | 0.622 | 1283   | 1388   | 0.924  | Mantienen la categoría y jugarán la LNSV 2023-24                                   |
| 9°                | ACD Túpac Amaru   | 16       | 38.10 | 14       | 6        | 8        | 2          | 1          | 3          | 1          | 1          | 6          | 21   | 31   | 0.677 | 1026   | 1150   | 0.892  | Mantienen la categoría y jugarán la LNSV 2023-24                                   |
| 10°               | Deportivo Soan    | 16       | 38.10 | 14       | 5        | 9        | 2          | 2          | 1          | 2          | 1          | 6          | 20   | 31   | 0.645 | 1088   | 1115   | 0.976  | Mantienen la categoría y jugarán la LNSV 2023-24                                   |
| 11°               | Deportivo Alianza | 5        | 11.90 | 14       | 2        | 12       | 1          |            | 1          |            | 1          | 11         | 7    | 38   | 0.184 | 803    | 1075   | 0.747  | Ganó la Revalidación y jugará la LNSV 2023-24                                      |
| 12°               | Sumak Selva       | 6        | 14.30 | 14       | 1        | 13       |            | 1          |            | 3          | 2          | 8          | 11   | 40   | 0.275 | 918    | 1217   | 0.754  | Descendió a la LNIV 2024                                                           |

## Equipos Ideales
Los Equipos Ideales consideran 14 jugadoras cada uno, conformados por un equipo titular y un equipo suplente.
La distribución de las jugadoras es la siguiente: 4 atacantes, 4 centrales, 2 armadoras, 2 opuestas y 2 líberos.
     Titulares.      Suplentes.
- La información está actualizada hasta el 15 de marzo de 2023.

| Equipo Ideal de la Etapa 1 | Equipo Ideal de la Etapa 1 | Equipo Ideal de la Etapa 1 | Equipo Ideal de la Etapa 1 | Equipo Ideal de la Etapa 1 | Equipo Ideal de la Etapa 1 |
| N.°                        | Posición                   | Voleibolista               | Camiseta                   | Equipo                     | Partidos MVP               |
| -------------------------- | -------------------------- | -------------------------- | -------------------------- | -------------------------- | -------------------------- |
| 1                          | Atacante 1                 | Ysabella Sánchez           | 18                         | Alianza Lima               |                            |
| 2                          | Atacante 2                 | Florencia Giglio           | 10                         | ACD Túpac Amaru            |                            |
| 3                          | Central 1                  | Alexandra Machado          | 14                         | USMP                       |                            |
| 4                          | Central 2                  | Milagros Hernández         | 16                         | Rebaza Acosta              |                            |
| 5                          | Armadora 1                 | Dayanne Cure               | 5                          | Rebaza Acosta              |                            |
| 6                          | Opuesta 1                  | Andrea Sandoval            | 9                          | Géminis                    |                            |
| 7                          | Líbero 1                   | Besna Villegas             | 13                         | CS Italiano                |                            |
| 8                          | Atacante 3                 | Sabryn Roberts             | 21                         | Jaamsa                     |                            |
| 9                          | Atacante 4                 | Shanaiya Aymé              | 3                          | Latino Amisa               |                            |
| 10                         | Central 3                  | Flavia Montes              | 14                         | Regatas Lima               |                            |
| 11                         | Central 4                  | Zyonna Fellows             | 20                         | Regatas Lima               |                            |
| 12                         | Armadora 2                 | Catalina Reyes             | 10                         | USMP                       |                            |
| 13                         | Opuesta 2                  | Eliana Pérez               | 9                          | USMP                       |                            |
| 14                         | Líbero 2                   | Pamela Cuya                | 1                          | USMP                       |                            |

| Equipo Ideal de la Etapa 2 | Equipo Ideal de la Etapa 2 | Equipo Ideal de la Etapa 2 | Equipo Ideal de la Etapa 2 | Equipo Ideal de la Etapa 2 | Equipo Ideal de la Etapa 2 |
| N.°                        | Posición                   | Voleibolista               | Camiseta                   | Equipo                     | Partidos MVP               |
| -------------------------- | -------------------------- | -------------------------- | -------------------------- | -------------------------- | -------------------------- |
| 1                          | Atacante 1                 | Yaniris Miller-Green       | 2                          | Deportivo Soan             |                            |
| 2                          | Atacante 2                 | Ysabella Sánchez           | 18                         | Alianza Lima               |                            |
| 3                          | Central 1                  | Danielle Mahaffey          | 6                          | Deportivo Soan             |                            |
| 4                          | Central 2                  | Alexandra Machado          | 14                         | USMP                       |                            |
| 5                          | Armadora 1                 | Elizabeth Bolívar          | 9                          | Deportivo Alianza          |                            |
| 6                          | Opuesta 1                  | Sandra Ostos               | 8                          | CS Italiano                |                            |
| 7                          | Líbero 1                   | Miriam Patiño              | 10                         | Regatas Lima               |                            |
| 8                          | Atacante 3                 | Mabel Olemar               | 13                         | USMP                       |                            |
| 9                          | Atacante 4                 | Kiara Montes               | 11                         | Regatas Lima               |                            |
| 10                         | Central 3                  | Morgan Bossler             | 22                         | Latino Amisa               |                            |
| 11                         | Central 4                  | Ginna López                | 5                          | Jaamsa                     |                            |
| 12                         | Armadora 2                 | Ashley Watkins             | 5                          | Deportivo Soan             |                            |
| 13                         | Opuesta 2                  | Eliana Pérez               | 9                          | USMP                       |                            |
| 14                         | Líbero 2                   | Dayana Rojas               | 14                         | Jaamsa                     |                            |

| Equipo Ideal de la Etapa 3 | Equipo Ideal de la Etapa 3 | Equipo Ideal de la Etapa 3 | Equipo Ideal de la Etapa 3 | Equipo Ideal de la Etapa 3 | Equipo Ideal de la Etapa 3 |
| N.°                        | Posición                   | Voleibolista               | Camiseta                   | Equipo                     | Partidos MVP               |
| -------------------------- | -------------------------- | -------------------------- | -------------------------- | -------------------------- | -------------------------- |
| 1                          | Atacante 1                 | Kiara Montes               | 11                         | Regatas Lima               |                            |
| 2                          | Atacante 2                 | Angélica Aquino            | 8                          | Jaamsa                     |                            |
| 3                          | Central 1                  | Flavia Montes              | 14                         | Regatas Lima               |                            |
| 4                          | Central 2                  | Maricarmen Guerrero        | 8                          | Alianza Lima               |                            |
| 5                          | Armadora 1                 | Alexandra Muñoz            | 6                          | Regatas Lima               |                            |
| 6                          | Opuesta 1                  | Eliana Pérez               | 9                          | USMP                       |                            |
| 7                          | Líbero 1                   | Esmeralda Sánchez          | 21                         | Alianza Lima               |                            |
| 8                          | Atacante 3                 | Sabryn Roberts             | 21                         | Jaamsa                     |                            |
| 9                          | Atacante 4                 | Ysabella Sánchez           | 18                         | Alianza Lima               |                            |
| 10                         | Central 3                  | Ginna López                | 5                          | Jaamsa                     |                            |
| 11                         | Central 4                  | Yujhamy Mosquera           | 11                         | Jaamsa                     |                            |
| 12                         | Armadora 2                 | Marina Scherer             | 3                          | Alianza Lima               |                            |
| 13                         | Opuesta 2                  | Thaisa Mc Leod             | 23                         | Regatas Lima               |                            |
| 14                         | Líbero 2                   | Janice Torres              | 9                          | Jaamsa                     |                            |

## Premios individuales de la temporada
- La información está actualizada hasta el 27 de abril de 2023.

| Premios individuales de la LNSV 2022-2023 | Premios individuales de la LNSV 2022-2023 | Premios individuales de la LNSV 2022-2023 | Premios individuales de la LNSV 2022-2023 | Premios individuales de la LNSV 2022-2023 | Premios individuales de la LNSV 2022-2023 |
| Categoría                                 | Jugadora                                  | Camiseta                                  | Posición en la cancha                     | Equipo                                    | Detalle                                   |
| ----------------------------------------- | ----------------------------------------- | ----------------------------------------- | ----------------------------------------- | ----------------------------------------- | ----------------------------------------- |
| MVP de la Liga                            | Karla Ortiz                               | 15                                        | Receptora                                 | Regatas Lima                              | 3,96 puntos por set (3°)                  |
| Máxima Anotadora                          | Eliana Pérez                              | 9                                         | Opuesta                                   | USMP                                      | 341 puntos (1°)                           |
| Mejor Ataque                              | Karla Ortiz                               | 15                                        | Receptora                                 | Regatas Lima                              | 36 % de eficiencia (9°)                   |
| Mejor Armadora                            | Alexandra Muñoz                           | 6                                         | Armadora                                  | Regatas Lima                              | 30,34 % de eficiencia (3°)                |
| Mejor Recepción                           | Miriam Patiño                             | 10                                        | Líbero                                    | Regatas Lima                              | 85 % de eficiencia (1°)                   |
| Mejor Bloqueo                             | Flavia Montes                             | 14                                        | Bloqueadora central                       | Regatas Lima                              | 63 puntos de bloque (1°)                  |
| Mejor Servicio                            | Ysabella Sánchez                          | 18                                        | Receptora                                 | Alianza Lima                              | 31 aces (2°)                              |
| Mejor Líbero                              | Miriam Patiño                             | 10                                        | Líbero                                    | Regatas Lima                              | 85 % de eficiencia (1°)                   |